# Celala (plaats)
Celala is een bestuurslaag in het regentschap Aceh Tengah van de provincie Atjeh, Indonesië. Celala telt 559 inwoners (volkstelling 2010).